# Géorgie aux Jeux olympiques d'été de 2004
La Géorgie participe aux Jeux olympiques d'été de 2004 à Athènes.

## Médaillés

### Or
- Giorgi Asanidze - Haltérophilie, 85 kg hommes
- Zurab Zviadauri - Judo, moins de 90 kg hommes

### Argent
- Nestor Khergiani - Judo, moins de 60 kg
- Ramaz Nozadze - Lutte, lutte gréco-romaine moins de 96 kg